# Spionajul american în Uniunea Sovietică
Încă de la formarea Uniunii Sovietice în 1917, Statele Unite ale Americii au avut reprezentanți în Guvernul sovietic. Spionajul american nu era centrat în jurul acelorași valori și obiective cum era cel sovietic. Activitatea de spionaj a SUA era condusă de CIA, în timp ce a Uniunii Sovietice era condusă de KGB.

## Spionajul sovietic și american
În timpul Războiului Rece actele de spionaj erau surse predominante de tensiune într cele două mari superputeri.